# Piero Bonaccorsi
Ser Piero Bonaccorsi o Buonaccorsi (Firenze, 17 luglio 1410 – Firenze, 1º giugno 1477) è stato un letterato italiano (fiorentino).
La rilevanza del personaggio è legata particolarmente alla sua esperienza di "notaio letterato" umanista.

## Omonimia
Da non confondersi con Piero di Giovanni Bonaccorsi, detto Perino o Perin del Vaga.

## Biografia

### La famiglia
Piero nacque dal notaio Bonaccorso (o Buonaccorso) Bonaccorsi (o Buonaccorsi) (1380ca.-1430) a sua volta figlio di un Piero; e da una monna Antonia di casato e patronimico ignoti. 
La famiglia paterna di Piero era esponente di una delle tante "consorterie" Bonaccorsi, in specifico quella dei Bonaccorsi Corazzai, o Valdigiani da Brustugliole, con riferimento alla località d'origine. Nelle ultime pagine del manoscritto Ricc.1764, della Biblioteca Riccardiana di Firenze, è riprodotto anche un albero genealogico della famiglia: è un codice ricco di testi laudativi e agiografici ma la sua peculiarità è di esser sottoscritto da Leonardo Bonaccorsi, primogenito di ser Bonaccorso e fratello maggiore di ser Piero.
Individui appartenenti alla famiglia Bonaccorsi spiccarono per tutto il corso del XV secolo, secondo quanto poté accertare Bruschi.
Le condizioni della famiglia tuttavia non erano agiate: se Ser Bonaccorso aveva potuto prestare una somma tale che il debitore insolvente aveva dovuto cedergli la casa di Firenze dove il padre di Piero avrebbe vissuto con i figli maschi e la seconda moglie dal 1431, le difficoltà economiche si erano poi acuite talmente che, alla sua morte (nel 1429, quando ancora era attivo come notaio, o tra quell'anno e il successivo come ritiene Bassani), l'eredità consistette, oltre che in diversi poderi e le due case, in debiti tali che gli altri fratelli rinunciarono ad essa e il peso dei debiti costrinse Piero ad impegnarsi febbrilmente nella professione, a convivere con la famiglia del fratello Leonardo nella casa di Firenze e a sostenerla economicamente.
Bonaccorso, ciononostante, come si deduce dall'elenco del patrimonio ereditario domestico nell'inventario dei Pupilli, che è a disposizione degli studiosi essendo stato trascritto da Ciociola, aveva posseduto non solo parecchi volumi riguardanti la sua professione e la didattica, ma «II [due] libri di Dante iscritto in cavretto con chiose». Ciociola, seguito da Bassani, intendeva i due libri di Dante posseduti da Bonaccorso e ereditati da Piero quali altrettante cantiche della Commedia.
Piero morì a Firenze il 1°giugno del 1477 e fu sepolto nella chiesa di san Lorenzo.

### La carriera notarile
Ultimati gli studi da notaio presso lo Studio Fiorentino, Piero redasse il primo atto notarile nel maggio del 1429, ragion per cui doveva essersi immatricolato nell’"Arte dei Giudici e Notai" già allora.
Prima del 1433 era notaio dell’"Arte dei Vinattieri"; nel 1441 fu nominato notaio della Signoria per un bimestre, come già suo padre Bonaccorso lo era stato nel 1427; ancora al 1441 risale il servizio per la magistratura dei “Cinque delle Vendite”: dunque Piero non prestava la sua opera per clienti privati ma per enti che incassavano da debitori del comune di Firenze.
Il cursus che maggiormente gli fruttò credito e importanza fu invece all’interno dell’"Arte dei Giudici e Notai", ove già nel settembre 1429 fu tra i Dodici consiglieri dell’Arte, per poi rivestire progressivamente cariche più alte.

Piero negli anni dal 1436 al 1473 fu via via incaricato del servizio notarile per diverse magistrature, lavorando in maniera pressoché continuativa e «ricopr[endo] numerosi e importanti uffici pubblici», ma raggiunse il picco della sua rilevanza proprio per la sua corporazione (l'Arte dei Giudici e dei Notai): il 1° maggio del 1443 ne è nominato per la prima volta console, e dipoi in altre sei occasioni; soprattutto, invero, dal 1° agosto 1460 ne sarà proconsolo: «l’incarico più ambito e prestigioso all’interno della corporazione», di durata quadrimestrale, che egli otterrà in tutto cinque volte. Proprio nel corso dell'ultima, dall’agosto al dicembre del 1475, coniugherà al suo lavoro un'attività intellettuale e di letterato particolarmente incisiva per gli studi danteschi.

### Notaio letterato
L'esperienza di Piero incarnerà significativamente la definizione di notaio-letterato fiorentino evocata da Arnaldo D'Addario:
(Arnaldo D'Addario)
e adottata da Claudia Bassani.
Si tratta di un'esperienza non inusuale nella Firenze del tempo, testimoniata anche negli studi danteschi e nella trascrizione delle opere del poeta da una stretta rosa di conoscenti di Piero quali Iacopo Cocchi-Donati, Paolo di Iacopo di Guido Puccini, anch'egli notaio fiorentino e copista di ricca produzione, conoscente di Piero sin dal 1428 e ser Baldese Baldesi, figlio di Ambrogio di Baldese: collega poco più anziano, Baldese, da cui Piero potrebbe aver ripreso un'interessante procedura stilistica.
Il lascito ideale di Bonaccorsi non spicca nel contesto degli studi danteschi del tempo riguardo la sua produzione letteraria, ma evidenzia il fervore degli studi umanistici e soprattutto «lo stretto legame tra carriera e passione, tra notariato e letteratura, che è in un certo senso caratteristico di tutta un’epoca». Addirittura, a causa delle sue condizioni di vita, del sovraffollamento forzato della sua abitazione, finisce per risaltare l’interdipendenza tra i detti ambiti, giacché Piero non nell'ambiente domestico bensì in quello lavorativo riesce a dedicarsi, senza tralasciare gli obblighi di ufficio, ai suoi studi, alla redazione delle sue opere: «non ne lasciando però le faccende del suo offitio», come precisa quanto alla stesura del "Cammino di Dante" e del "Quadragesimale", e addirittura quanto al "Sommario" della "Città di vita", che compone nella sede dell’Arte nel corso del suo periodo di carica proconsolare. Troverebbe così giustificazione, secondo la studiosa, quel suo stile che Piero stesso definisce «mal limato» e «corsivo» e che risente dell'«impostazione [...] più tecnico-giuridica che letteraria» dei suoi studi.
(Piero Bonaccorsi, lettera dedicatoria del "Tractato di Sustantie")

### I manoscritti 'trattati' da ser Piero
L'interdipendenza, nell'attività del Bonaccorsi, tra carriera giuridico-amministrativa, interessi letterari e bibliofilia può essere osservata nell'elaborazione e nel lavorio testimoniati dai manoscritti con cui venne a contatto, che redasse, su cui intervenne, che conservò.

#### Il manoscritto "Riccardiano 1038": un caso di filologia
Ser Piero perseguirà con passione l'interesse già testimoniato dal padre a disporre di una biblioteca dantesca: non esiterà, pur di far mettere a punto una «copia di valore» della Commedia, a spendere e indebitarsi con un miniatore, un certo Bartolomeo fiorentino per una somma che da una base di tre fiorini sarà più che quintuplicata.
È questione discussa, tra gli studiosi, quale fosse effettivamente la copia miniata, se si possa identificare con uno dei manoscritti pervenuti, e a quale mano potesse risalire.

Tra le proposte, spicca il manoscritto "Riccardiano 1038", un codice di 244 carte che contiene una copia della "Commedia" insieme con il "Cammino di Dante" bonaccorsiano e che Bruschi, seguito da Aurigemma, ma con tale posizione non concordano specialisti più recenti, considerava autografo di ser Piero.
Aurigemma assegna il manoscritto, con Bruschi, al 1430, e lo ritiene autografo bonaccorsiano; quanto al contenuto, menziona, delle prime undici carte, i "detti dove Dante tratta dei mali pastori della Chiesa", quindi le tre cantiche precedute da prologhi, «che ripetono quello attribuito al Petrarca dal codice Riccardiano 1036, quello del Buti e quello dell'Ottimo rispettivamente per l'Inferno, il Purgatorio e il Paradiso»; in margine alla prima cantica sono apposte note autografe del copista con testo derivante dall'Ottimo; le carte 219-224, invece, contengono i Capitoli di Iacopo e di Bosone da Gubbio.
Bassani invece lo enumera fra i testimoni non autografi che tramandano il "Cammino di Dante" e la lettera a fra' Romolo.
Secondo la studiosa, nel manoscritto, in cui si trovano anche disegni acquarellati e schemi attribuibili al copista, si alternano una scrittura 'mercantesca' non bonaccorsiana e una scrittura 'umanistica' probabilmente di altra mano, cui appartengono anche le indicazioni delle sezioni del "Cammino"; Bassani continua inoltre la descrizione del contenuto del manoscritto stesso, con bibliografia monografica e note. Quando menziona l'indice delle rubriche del "Paradiso" nel manoscritto, con Pegoretti rileva che «le rubriche corrispondono a quelle trascritte da Piero Bonaccorsi in apertura dei canti del Paradiso nel cod. Laur. Plut. XC sup. 131».

#### Il manoscritto Laurenziano-Gaddiano Pluteo XC sup. 131 BML (autogr. PB)

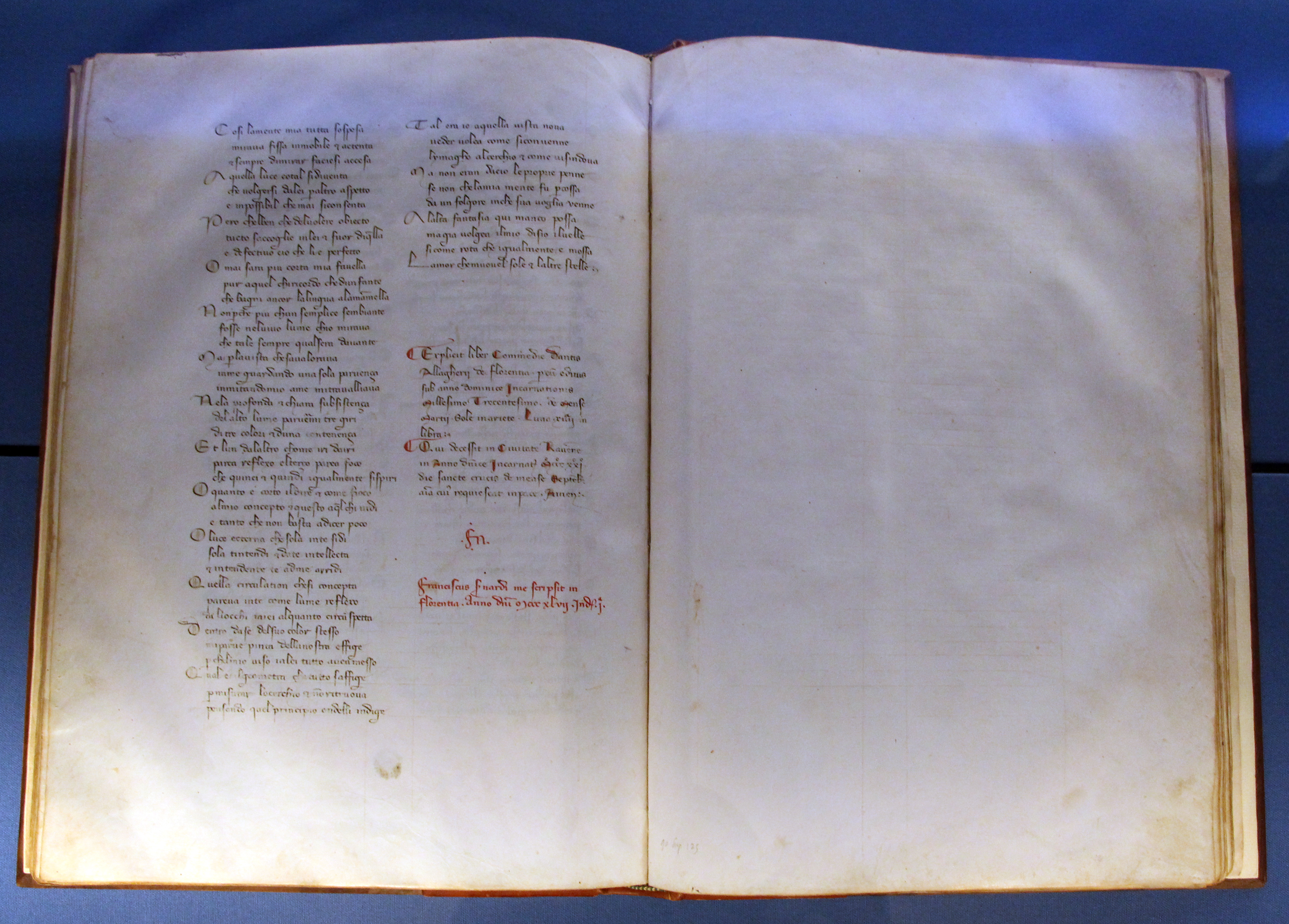
Dante, Commedia, e Boezio, De consolatione philosophiae volgarizzato, Firenze, XIV sec., pluteo 90 sup.125

Tale manoscritto, conservato presso la Biblioteca Medicea Laurenziana di Firenze, è definito anche "Laurenziano-Gaddiano", o "Gaddiano", perché rimase presso la biblioteca della famiglia Gaddi di Firenze fino al 1755.
Bassani ipotizza che, a completare l'insieme delle tre cantiche di cui si fregiava la sua biblioteca personale, ser Piero si sia disposto a trascrivere egli stesso il "Paradiso": tale copia consisterebbe in quella riportata nel manoscritto Pluteo XC sup. 131 della Biblioteca Medicea Laurenziana.
Si tratta di un codice in folio di 88 carte, in cui ser Piero aveva effettuato, e concluso nel 1440, una trascrizione del "Paradiso", arricchendola di schizzi astronomici e note marginali in italiano "volgare" e in latino, derivate le une dall'Ottimo e le altre forse da Pietro di Dante.

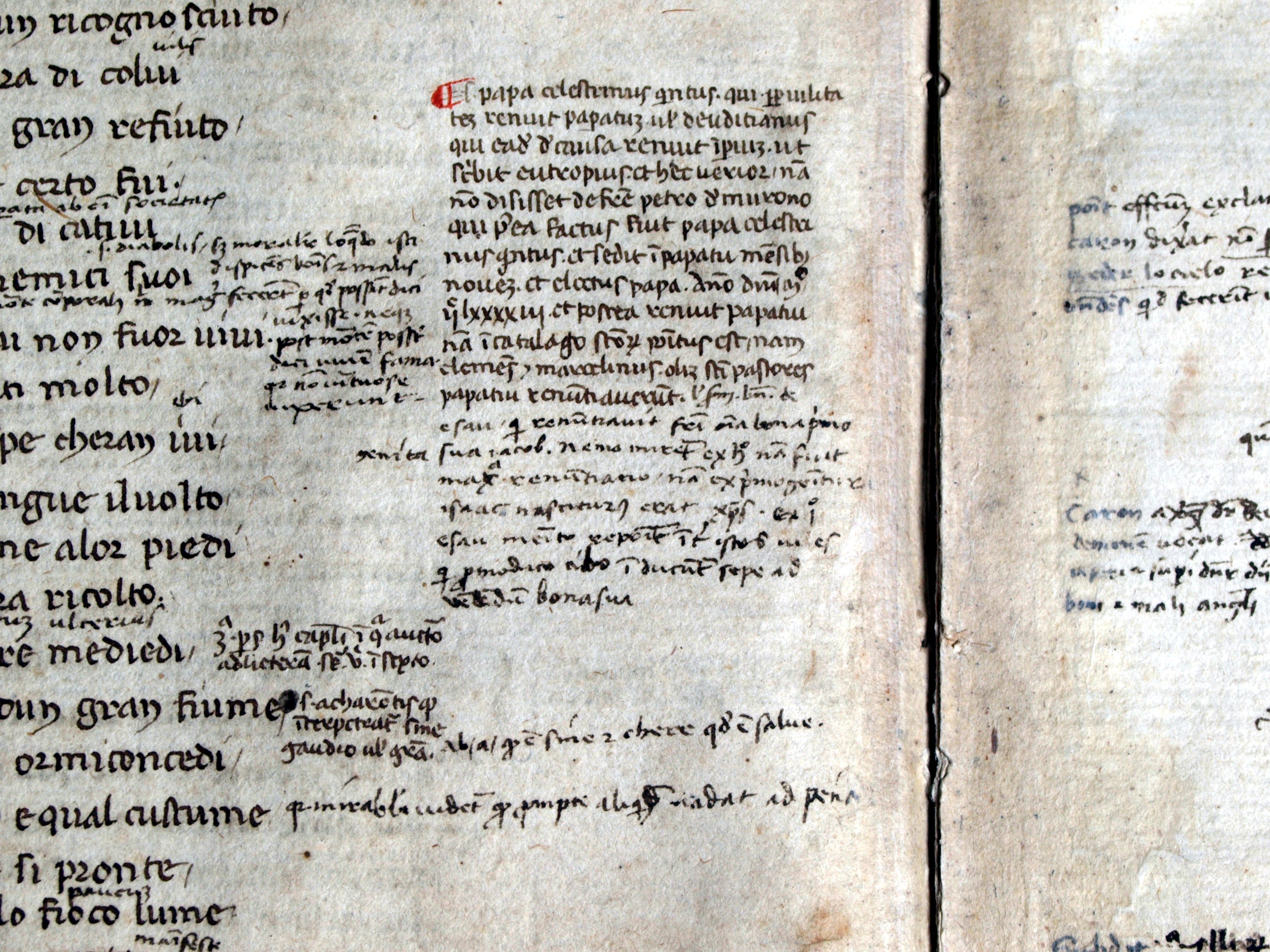
Glossa di Pietro Alighieri su un manoscritto della Commedia conservato nella Biblioteca di Montecassino

Una descrizione, per la quale la studiosa riporta anche una bibliografia monografica e ulteriori note, è fornita da Bassani: databile al 1440, il manoscritto consiste di alcuni fogli cartacei e altri membranacei; la legatura è in mezza pelle. Secondo la studiosa, l'unico estensore è Bonaccorsi, in littera textualis semplificata per il "Paradiso", in scrittura bastarda per le note marginali. Sono in rosso le iniziali dei canti della "Commedia" e quelle in altri fogli. Il codice è impreziosito variamente: spiccano tra tali accorgimenti disegni acquarellati di mano del copista e disegni dello schema astronomico del cielo di Paradiso corrispondente all’inizio di ogni canto.
La scrittura autografa datata di ser Piero risale al 1440: proprio in tale manoscritto, al foglio 81v[verso] si legge, nel consueto "explicit": «Explicit tertia pars Conmedie elegantissimi et excelsi poete Dantis Aldigherii Florentini tractans de Paradisi. Deo gratias. Amen. Qui scripsit scribat semper cum Domino vivat. Vivat in celis semper cum Domino felix [testo eraso] scriptus fuit de anno mccccoxl»: ossia: «Si conclude la terza parte della Commedia dell'elegantissimo ed eccelso poeta Dante Alighieri fiorentino che tratta del Paradiso. Rendiamo grazie a Dio. Amen. Colui che scrisse, scriva, e sempre viva con Dio. Viva sempre felice in cielo con Dio [probabilmente il testo eraso corrispondeva al nome del copista]. Trascritto nell'anno 1440».
Tra le ultime due righe Bruschi aveva appunto riconosciuto sommariamente, erasa, l'abituale firma di ser Piero; Ciociola avrebbe poi ricostruito il testo visibile sotto la raschiatura leggendolo mediante la lampada di Wood: «[Pierus S(er) bonachursj olim pierj bonachursij]».
Il manoscritto testimonia, dunque, oltre che la gamma di interessi culturali, una sorta di atteggiamento documentario mutuato dalla sua professione, da parte del Bonaccorsi, che ha corredato l'opera dantesca di notizie correlate.
La trascrizione del "Paradiso" è preceduta da estratti del "Trattatello in laude di Dante" di Boccaccio, dell'aneddoto dantesco «Dicesi vulgharmente che essendo Dante in Ravenna in istudio…», soprattutto dalla sezione del suo "Cammino di Dante" ad essa riferentesi, dall'esposizione della terza cantica dantesca con una esplicativa della cronologia del viaggio dantesco. 

Dopo il "Paradiso", nel manoscritto ser Piero aggiunge la "Vita" di Dante e quella di Petrarca, ad opera di Leonardo Bruni, detto Leonardo Aretino, entrambe con chiose marginali in volgare, "Vitae" di Giannozzo Manetti, estratti biografici da Boccaccio, le prime quattro strofe della canzone "Vergine bella" di Petrarca; il sonetto "Correndo gli anni del nostro Signore" di autore anonimo.

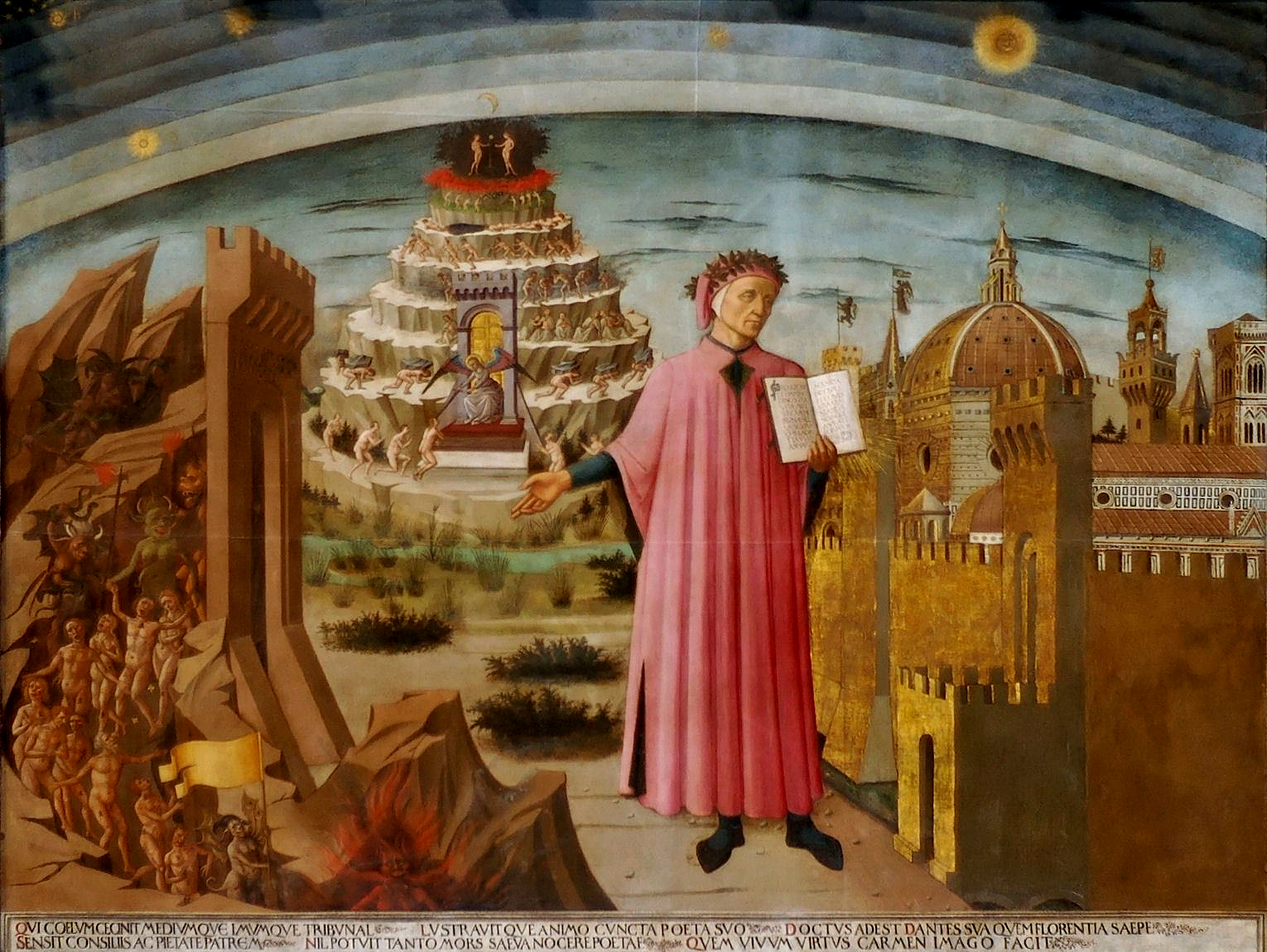
Domenico di Michelino: "Dante". Dante Alighieri tiene nella mano sinistra la sua Divina Commedia, mentre con la destra indica una processione di dannati diretti all'Inferno. Dietro a lui il Purgatorio e la città di Firenze. In alto sullo sfondo i cieli concentrici del Paradiso.

Quest'ultimo sonetto, concentrato particolarmente sulla gloria e l'esemplarità dell'opera dantesca, ma comunque recando la componente "topica" dell'onore che Firenze non seppe riconoscergli, finì per trasformarsi in una «didascalia», in un fil rouge che accompagnasse e anzi contrassegnasse «l'incommensurabile splendore dell’esperienza letteraria di Dante», di cui questi aveva fatto rifulgere l'Italia intera e in sé, il sonetto, trovando una funzione peculiare quale "explicit", o chiusura, di manoscritti a tema dantesco o di sezioni dantesche in codici miscellanei: così si rivela essere proprio nel codice Laurenziano-Gaddiano Pluteo XC sup. 131.
All'estratto della vita di Dante del Boccaccio Piero aggiunge la novelletta su "Dante villano", che appariva già nelle chiose dello pseudo Boccaccio, e la seconda su "Dante che non vale cento soldi", che non compare in nessun testo anteriore.
Il manoscritto tramanda, di seguito al "Trattatello" di Boccaccio, anche il "Cammino di Dante" del Bonaccorsi stesso e le due epistole a frate Romolo con note marginali.
Fondamentalmente, però, il codice calamita l'interesse degli specialisti per il complesso di elaborati iconografici di cui ser Piero ha fornito la Cantica: dallo schema del Paradiso accluso alla sezione del suo "Cammino" ai vari schemi astronomici che, introducendo ogni canto, evidenziano graficamente il movimento del racconto dantesco. 

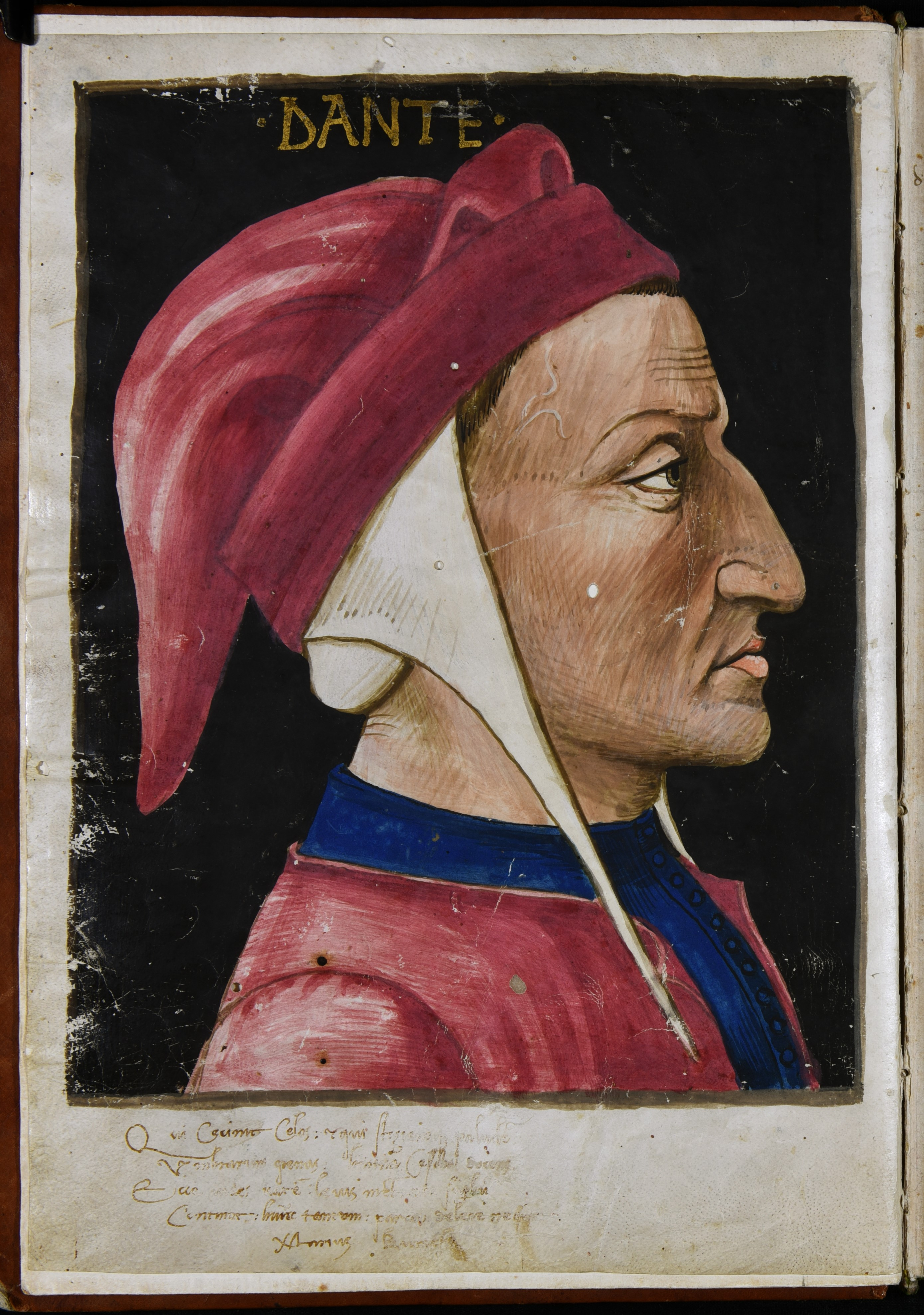
Ricc. 1040 c. 1 v Ritratto di Dante

Come riportato, il testo poetico di Dante è inoltre accompagnato da «numerose chiose latine e volgari in una scrittura bastarda di modulo piccolo» 

Tali chiose riprendono il commento di Iacopo della Lana, con alcune note afferenti al Serravalle, al Buti e all'"Ottimo".
Seriacopi attribuisce tali chiose a copista diverso da ser Piero, mentre Ciociola e Bassani valutano quale prova a favore dell'autografia bonaccorsiana la somiglianza nelle corsive delle glosse alla scrittura nei protocolli notarili di Piero, considerando in più che la scrittura delle chiose possa essere più tarda.
Bassani si sofferma inoltre, quanto all'alternanza grafica del manoscritto tra "scrittura del testo" (textualis) dei versi danteschi e "scrittura di glossa" (notularis) delle chiose marginali, sul modello di stile che Piero potrebbe aver individuato nel collega notaio e letterato dantista ser Baldese Baldesi e da lui ripreso: una procedura stilistica che Ciociola e Toussaint avevano notato in trascrizioni di mano di Baldese.

#### Il manoscritto "Guarneriano 200"
Si tratta di un codice membranaceo manoscritto, registrato come 200 e conservato presso la Biblioteca guarneriana di San Daniele del Friuli.
Il codice è distinto da un contenuto complesso, che Bassani definisce un «cantiere aperto di studi danteschi» e risalente a copisti diversi: oltre al testo completo dell'"Inferno" e al testo non completo del "Purgatorio" (ossia fino alla penultima terzina del canto III), vi si trovano il commento dell’Ottimo per i primi tre canti dell’"Inferno", ma senza il proemio iniziale del commento stesso, inoltre una traduzione in esametri latini dei canti IV-VII e il commento latino di Graziolo de' Bambaglioli dal canto IV dell’"Inferno": 
di mano del Bonaccorsi sono la copiatura del commento di Bambaglioli, le rubriche di alcuni canti dell'Inferno (del IV e poi da VIII all'ultimo, oltre ad alcuni passi del testo dantesco) e tre delle illustrazioni acquarellate (in particolare un disegno del Limbo e quelli della palude Stigia e della Città di Dite; con queste ultime ser Piero riempiva gli spazi lasciati vuoti nel disomogeneo manoscritto, che invece reca ricche miniature (solo) agli incipit dei tre canti, attribuite al Bartolomeo di Fruosino che potrebbe essere l'autore delle miniature del "Riccardiano 1038". L'apporto di Piero spazierebbe quindi dall'ambito «traduttivo», a quello esegetico, a quello iconografico. 

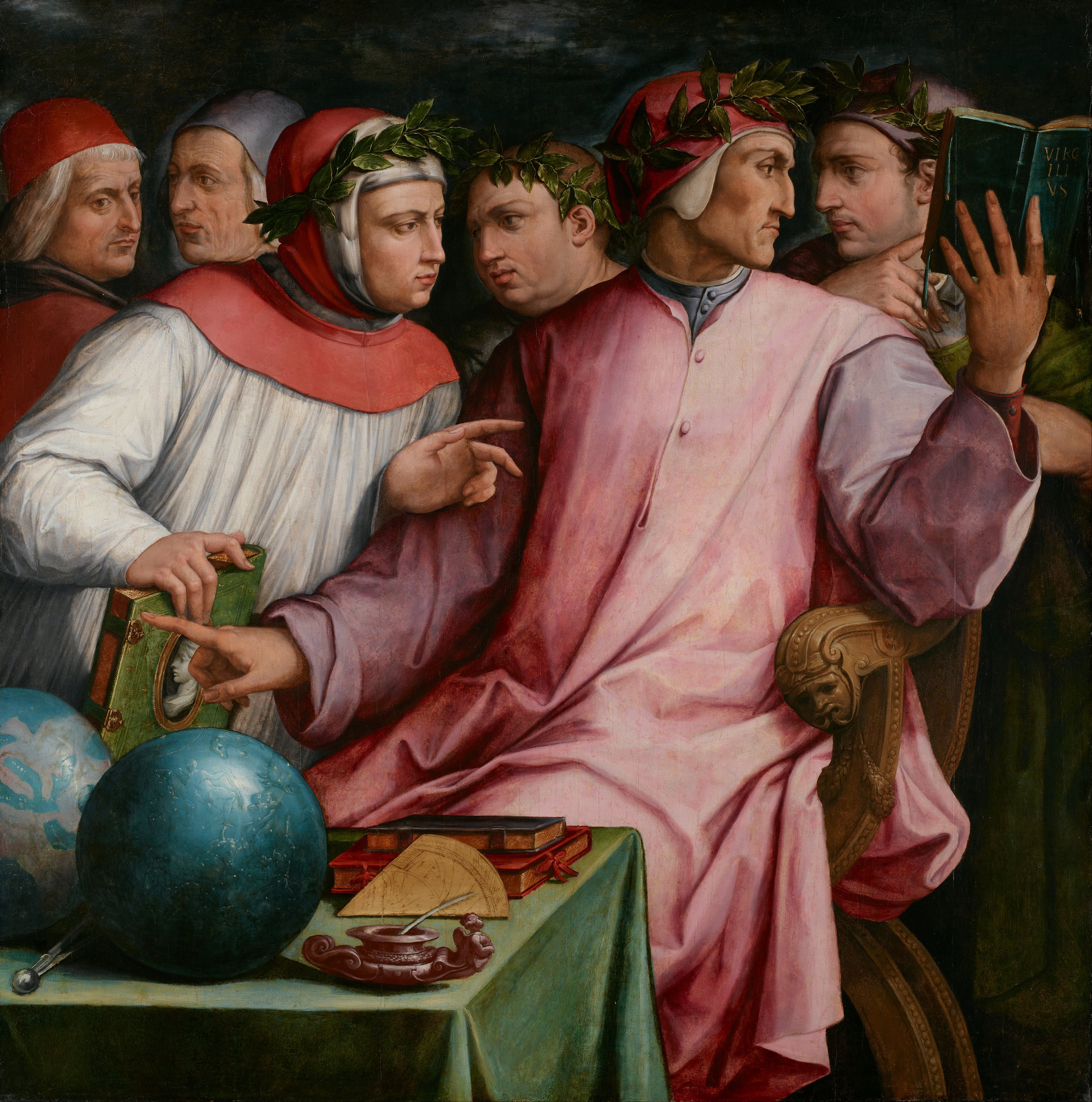
Giorgio Vasari - Sei poeti toscani (Guittone d'Arezzo, Cino da Pistoia, Giovanni Boccaccio, Francesco Petrarca, Dante Alighieri, Guido Cavalcanti)

Suggestiva risulta l'ipotesi, avanzata da Bassani, che per il complesso testo del Guarneriano si sia attivata una preziosa collaborazione in una sorta di «artigianale laboratorio dantesco», tra due "notai letterati", ovvero Ser Piero Bonaccorsi e Ser Paolo (una variante del nome è "Pagolo") di Iacopo di Guido Puccini. A quest'ultimo può essere attribuito, secondo la paleografa Gabriella Pomaro, il testo nel primo fascicolo del Guarneriano 200, muovendosi su base comparativa della scrittura a partire dall'"Italien 74" e soprattutto dalla sottoscrizione autografa che concludeva la trascrizione della "Commedia" nel Riccardiano 1004; sull'attribuzione non è d'accordo Ferrante, che ritiene l'informazione argomentativa di Pomaro sui tre codici «fugace» e preferisce non avanzare proposte di paternità, sulla base anche di un evidente «corto circuito» costituito da una «coesistenza di più ipotesi attributive [...] prevedibile in un censimento nato dalla collaborazione di tanti schedatori».

## Opere

### Il "Sommario" della "Città di vita"
L'attribuzione autoriale del Sommario si profila altresì come un caso di indagine filologica ancora aperto e in cui ha dunque senso dar conto dei manoscritti che tramandano le opere.
Un "Sommario" della "Città di vita" di Matteo Palmieri è contenuto nel manoscritto della Biblioteca Estense Universitaria di Modena "Campori App. 211 = Gamma S 5 28": più che di un sommario, si tratta di una sintesi introduttiva in cui viene esposto il contenuto, seguita da una sorta di antologia di passi scelti dell'opera.
L'estensore del manoscritto, dapprima considerato anonimo, da Mita Ferraro è identificato con il Leonardo Bruni che era stato compagno di studi giovanili del Palmieri: la studiosa porta a sostegno della propria ipotesi il fatto che il criterio selettivo che aveva seguito l'autore nella sintesi apparisse essere il tema, prettamente umanistico, della libertà morale dell’uomo e che Bruni avrebbe difatti scelto di trascrivere per lo più terzine del poema palmieriano che descrivono le insidie delle tentazioni, specialmente connesse all’amore carnale, nel tentativo a sua volta di conciliare con la dottrina cristiana e i suoi dettami la umana necessità di «felicità mondana». La studiosa al riguardo ritiene che non a caso alla felicità si colleghi non di meno la poco nota Canzone morale dello stesso Bruni.
Secondo Claudia Bassani l'estensore sarebbe stato invece ser Piero Bonaccorsi, in qualità di copista, letterato e forse conoscente dell'autore, oltre che appassionato della Commedia e in prima persona autore di un Cammino di Dante.
Bassani sottolinea che il manoscritto Campori contenga una nota, di pugno di un notaio, o proconsolo, membro dell'"Arte dei Giudici e Notai" di Firenze, alla cui custodia Palmieri, temendo per la propria incolumità perché passibile a causa della "Città" di venir condannato per eresia, affidò l'opera, corredata dal commento di Dati, sotto l'esplicito accordo di non aprirne il codice che dopo la sua morte.

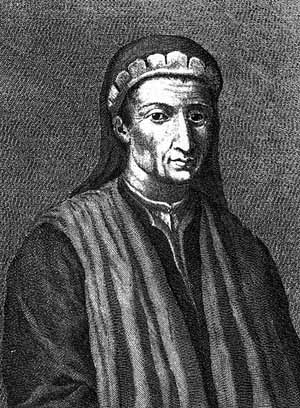
Ritratto di Leonardo Bruni

Il proconsolo che ricevette il manoscritto palmieriano non era Ser Piero, rileva Bassani adducendo prove di carattere storico-documentario, ma il suo predecessore, dacché alla morte di Palmieri la carica di proconsolo dell'Ordine era ricoperta da ser Paolo di Lorenzo Benivieni, chiamato dunque ad estrarre il codice dell'opera dalla cassa degli scrutini in cui era stato conservato al momento del lascito. Da parte sua invece l’autore del manoscritto Campori afferma di esser stato egli il successore di tale proconsolo, e che da questi gli era stato concesso di visionare il manoscritto. Tale successore è possibile individuare, secondo Bassani, in Piero Bonaccorsi. 
La studiosa riporta inoltre prove di carattere paleografico e iconografico riconoscendo, in quella che compone e scrive il Sommario, la mano di Ser Piero, che era solito «compilare i suoi codici», e ne rileva in tavole sia esempi di scrittura, sia i tratti similari dei quattro disegni che corredano la sintesi e le illustrazioni visibili negli autografi bonaccorsiani, riprendendone relativa bibliografia.
La studiosa riferisce anche, tuttavia, la differenza qualitativa nell'interesse rivolto dal notaio nei confronti del "Cammino di Dante", di cui si soffermava sul significato letterale, mentre più volte nel Sommario-sintesi esplicativa della "Città" palmieriana tenta di chiarire la «dottrina morale» alla base dell'opera e le «intenzioni ultime» annesse dall'autore alla scrittura di essa, obbedendo sia ad un «proprio particolare interesse per le questioni teologico-morali [...] angelologiche e mariologiche», sia ad un intento apologetico nei confronti dell'opera palmieriana, il che si adatterebbe invece a Bruni.
Il manoscritto Campori è importante inoltre anche per la storia filologica del Sommario stesso, poiché, come afferma Bassani, ne testimonia una fortuna indipendente: è stato infatti "antecedente", essendone stata tratta di esso una copia parziale, del fascicolo G del codice XIV M 168, conservato al momento del saggio bassaniano presso il "Fondo Tordi" della Biblioteca Comunale di Orvieto, dacché Mita Ferraro, che lo trascrisse, ne attribuì la scrittura al collezionista e bibliofilo Domenico Tordi (1857-1933).
Tordi, cui è possibile attribuire un tentativo di identificazione dell'autore del Sommario, non è invece coinvolto nella trasmissione del testo palmieriano perché del Sommario trascrisse unicamente i commenti del proconsolo, non riportando versi della Città di vita.
Un altro tentativo di stabilire l'identità dell'estensore del Sommario fu sperimentato dall'abate Luigi Fiacchi (1754-1825), che ebbe in possesso il manoscritto Campori dal 1815. L'abate reperì il manoscritto assai rovinato, probabilmente a causa già dell’alluvione del 1557 che ebbe a colpire gli archivi dell’Arte dei Giudici e Notai, lo fece riparare e rilegare e nella propria "nota di possesso" aggiunge che il Sommario era stato composto da un Proconsole dell’Arte degli Speziali contemporaneo del Palmieri.

### Il "Cammino di Dante"

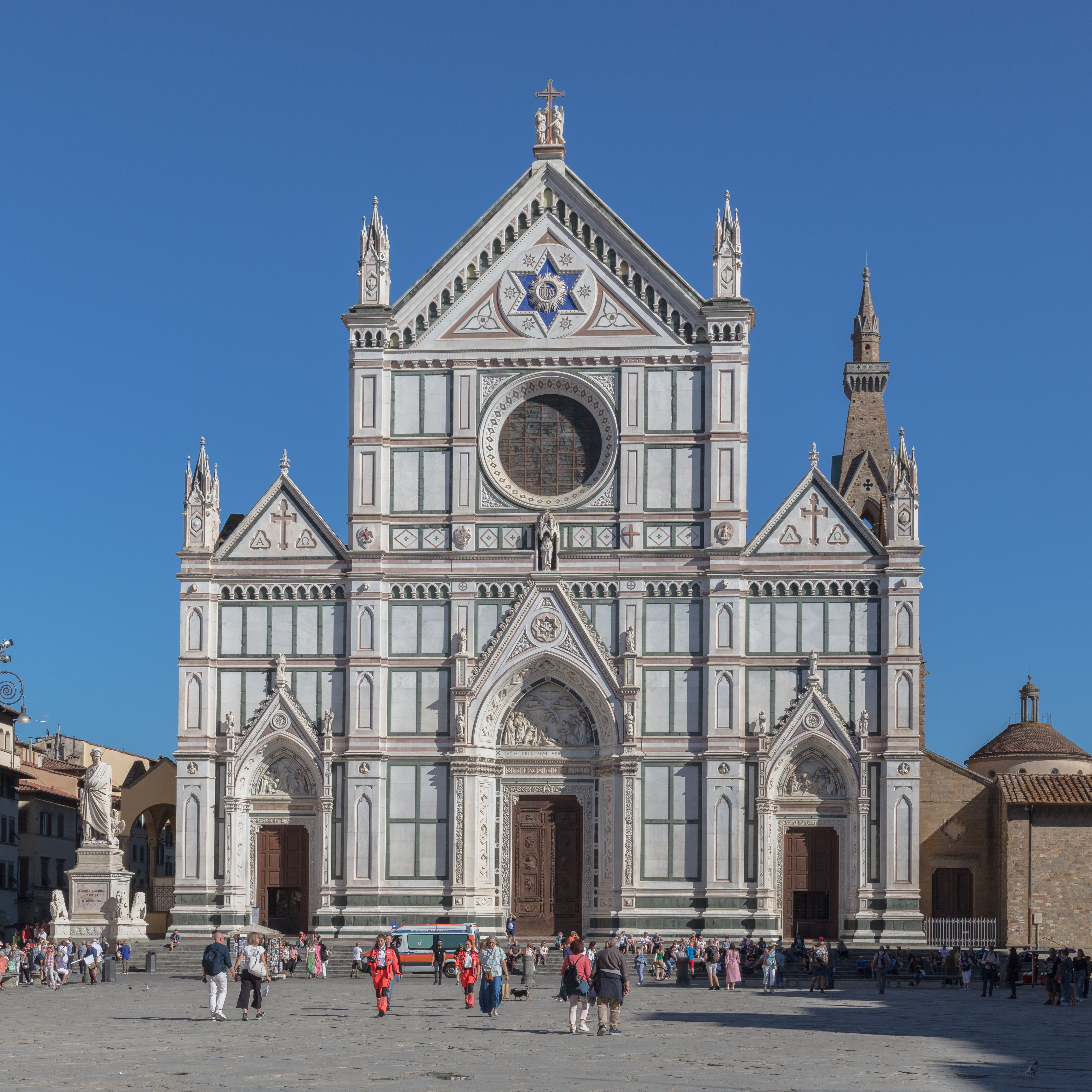
Basilica di Santa Croce, Firenze

Il "Cammino di Dante", una delle prime sintesi topo-cronografiche della "Commedia" dantesca, è contenuto in, o identificato con, una lettera diretta, prima del 1440, al frate francescano Romolo de' Medici, conventuale in S. Croce di Firenze: la notizia è desumibile dall'interno, ovvero dalla salutatio premessa alla lettera dedicatoria dell’opera; Lorenzi Biondi e Bassani fanno notare però che sebbene l'invio sia testimoniato dal manoscritto Riccardiano "Ricc. 1122", che considerano autografo di Piero, tuttavia l’inventario quattrocentesco di Santa Croce non menziona il "Cammino" bonaccorsiano.
Bonaccorsi espone e commenta la "Commedia" di Dante seguendo il percorso compiuto dal "personaggio narrante", in più arricchendo iconograficamente, e icasticamente, la lettera a frate Romolo e il Cammino stesso di illustrazioni (quattro tavole a piena pagina) e di più disegni in margine che raffigurano la topografia dei tre regni ultramondani: per tale motivo i tentativi di ser Piero si sono rivelati non solo tra i primi riportati ma tra i più innovativi a riguardo della rappresentazione dell'Inferno dantesco.

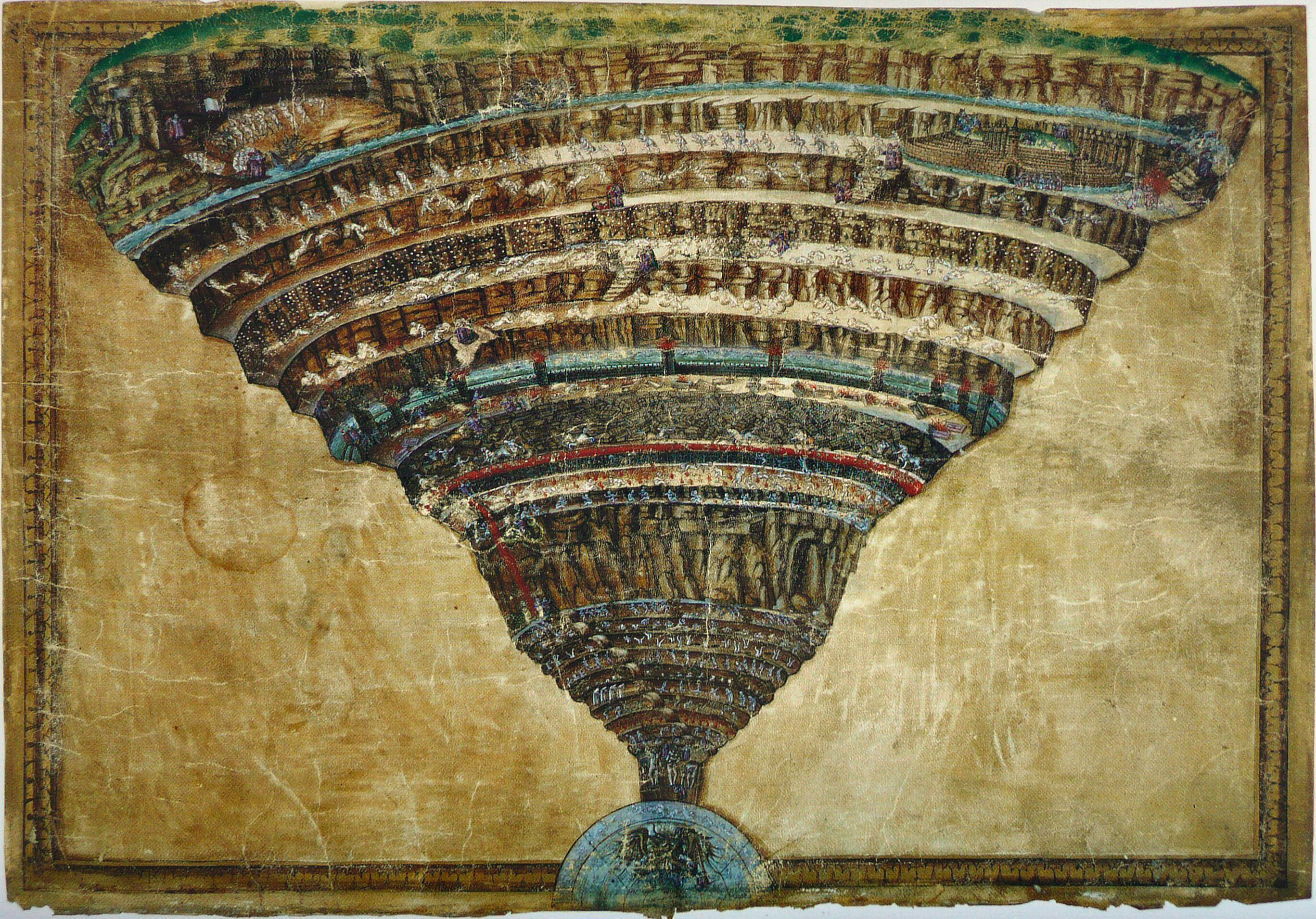
La voragine infernale, Sandro Botticelli (ca. 1480–1495) - Disegni per la Divina Commedia (Biblioteca Apostolica Vaticana)

Sugli studiosi, infatti, da Aurigemma a Ballistreri, da Toussaint a Ciociola e oltre, ha esercitato una certa attrattiva, oltre alla tensione propedeutica delle prove bonaccorsiane, la ricostruzione di un cronotopo, uno spazio-tempo geografico e cosmografico, di cui egli era attivo cooperatore nel contesto esegetico letterario del suo tempo.

#### Il dedicatario frate Romolo de' Medici
Frate conventuale in Santa Croce di Firenze»
(Piero Bonaccorsi, Tractato)
Le investigazioni effettuate sul personaggio da chi ne ha studiato sono state poco fruttuose ad approfondirne o anche solo a precisarne un profilo storico-biografico o culturale.

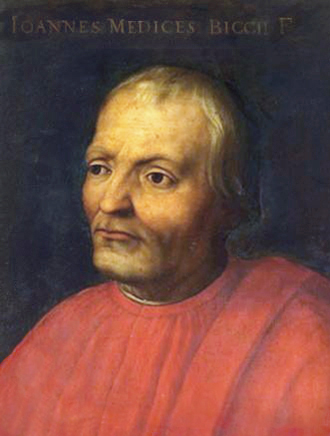
Giovanni di Bicci de' Medici

 Difficoltà si sono riscontrate altresì nell'inquadrare Romolo nell'intricata genealogia dei Medici. Bassani rinviene il primo tentativo al riguardo sul finire del XVIII sec., nella descrizione di uno dei codici autografi del "Cammino" conservati presso l’Archivio Caetani; successive di circa un secolo sono le ricerche di Bruschi, fallite per difficoltà di ordine biblioteconomico e tecnologico. Infine Bassani riferisce dei documenti grazie ai quali gli studiosi hanno potuto seguire le tracce della corrispondenza, in un certo grado di familiarità che può far supporre anche un legame con i Medici, specialmente con Giovanni ma, in seguito, col figlio Cosimo: lasciti e benefici, che coinvolgevano un "Romolo figlio di Giano de' Medici", «Fr. Romulo Iani de Medicis», il quale dopo essere stato a Venezia nel primo decennio del Quattrocento - il primo documento in cui è stato rintracciato il nome di Romolo risale al 1416 -, dove ha avuto accesso alla casa dei Medici. Romolo fu poi almeno dal 1427 in Santa Croce, e a Firenze sarebbe rimasto sebbene non senza soluzioni di continuità.
Di particolare rilevanza su tali questioni si rivela dunque la citazione del patronimico, «Iani» (ossia figlio di Ianus, di Giano in italiano volgare), in un documento del 1427, quando il frate era già a Santa Croce. Tale nome afferisce a uno dei rami collaterali dei Medici: il padre di tal Giano sarebbe Bonagiunta de’ Medici, la madre invece una Simona di Consiglio da Rabatta, tramite la quale Romolo, così come potrebbe esser stato Piero per via della propria madre, avrebbe potuto essere legato alle zone mugellane.
È possibile che Piero e Romolo si siano conosciuti e man mano frequentati nel periodo trascorso dal frate presso il convento francescano, magari nelle occasioni di incontro tra i membri dell’Arte dei Giudici e dei Notai e i conventuali di Santa Croce, dacché tra l'Arte e il convento gli studiosi rinvengono un «rapporto privilegiato»
L'introduzione del frate nella lettura e comprensione della "Commedia", da parte di Piero, si limita comunque al senso letterale, senza spaziare sugli ulteriori livelli di lettura, sia perché di per sé affascinato soprattutto dalla struttura o «l’ordine mirabile» suggerito dal poema, sia perché ritiene di poter far rimando a «commenti publici e noti di egregi dottori», pur non nominandoli in dettaglio, che hanno trattato le complesse tematiche religiose e morali su cui il Sommo poeta non teme di soffermarsi. Tale scelta si allinea con la difficoltà di economia del tempo da dedicare agli studi compatibilmente con la sua professione, con l'interesse maggiore per gli aspetti astronomici, come con la minor tendenza, nel Quattrocento rispetto ai contemporanei di Dante, a dedicarsi all'approfondimento di questioni teologiche o di filosofia morale, così come in particolare è rivolto per lo più all'esegesi del senso letterale quel breve commento latino di Bambaglioli l'interesse di ser Piero nei confronti del quale è testimoniato dalle sue trascrizioni nei margini, accanto al testo del poema, nel codice "Guarneriano 200".

D'altronde, ser Piero fa notare al compagno di letture che potrà in seguito approfondire i significati ulteriori del poema, che verificherà non avere nulla di inferiore rispetto agli studi dottrinali, morali e spirituali che ha già affrontato in convento.

##### Le lettere a frate Romolo e la rappresentazione dell'Inferno dantesco
Il testo delle due lettere a fra' Romolo è riportato da Gennaro Bruschi. Aurigemma ritiene che le due epistole, conservate in 5 codici fiorentini, siano anteriori al 1440. 

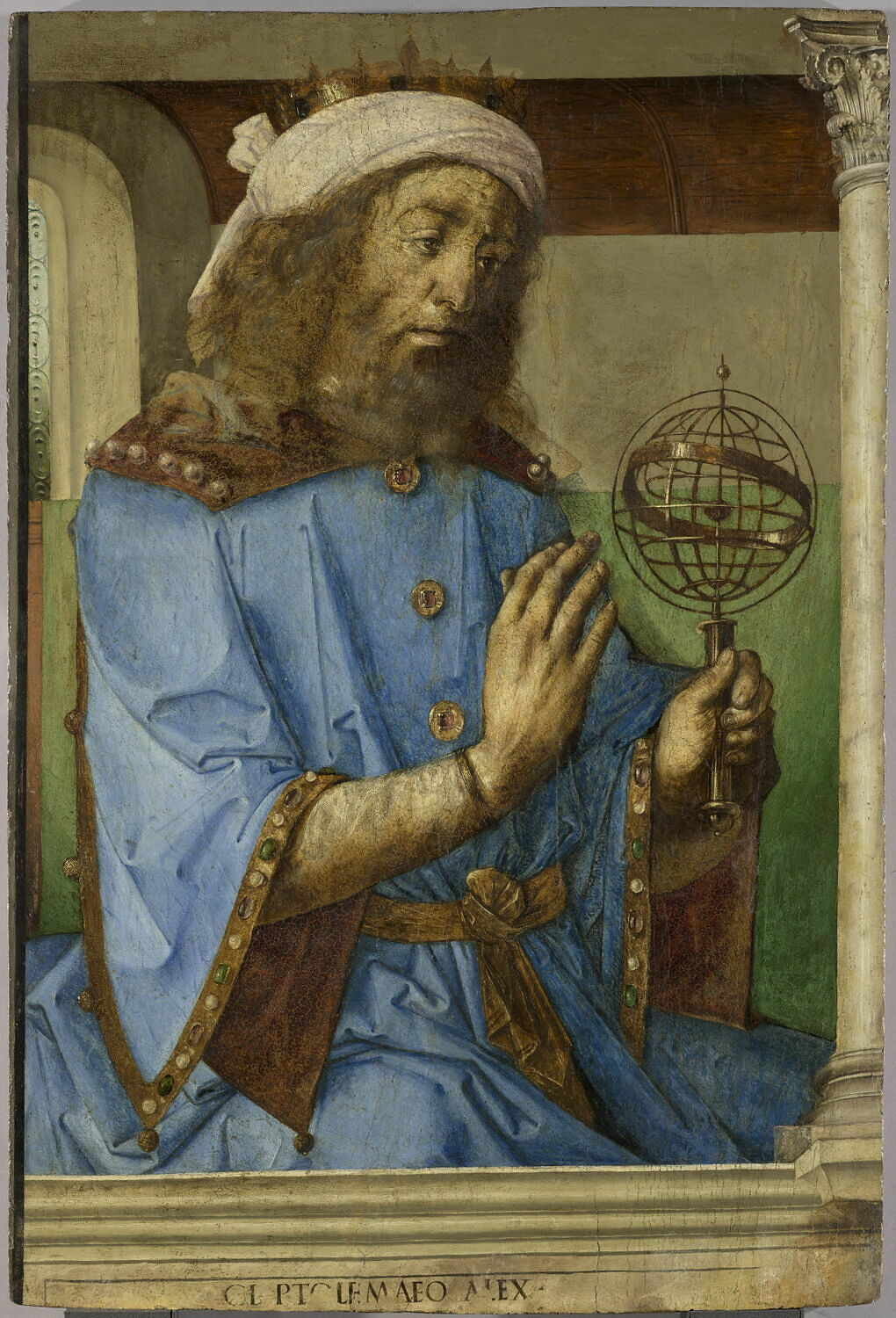
Claudio Tolomeo con un modellino di sfera armillare. 1476

- Di una di esse Bonaccorsi narra (o vanta?)[109] che sia stata scritta in sei giorni; Aurigemma[19] nota come la lettera tratteggi in modo chiaro e con apprezzabile concisione, oltre che per la prima volta, la struttura delle tre cantiche man mano che Dante prosegue il suo cammino oltremondano, illustrandolo iconicamente: la prima figura si ispira al poema nella sua interezza e mostra i nove cieli raffigurandoli come nove cerchi concentrici al cui punto centrale sorge la piramide (il Purgatorio) alle pendici della quale si apre la voragine dell'Inferno. Uno spaccato di quest'ultimo è raffigurato come una serie di volte concentriche che somigliano alle pitture della cappella degli Strozzi in S. Maria Novella e del Camposanto di Pisa.

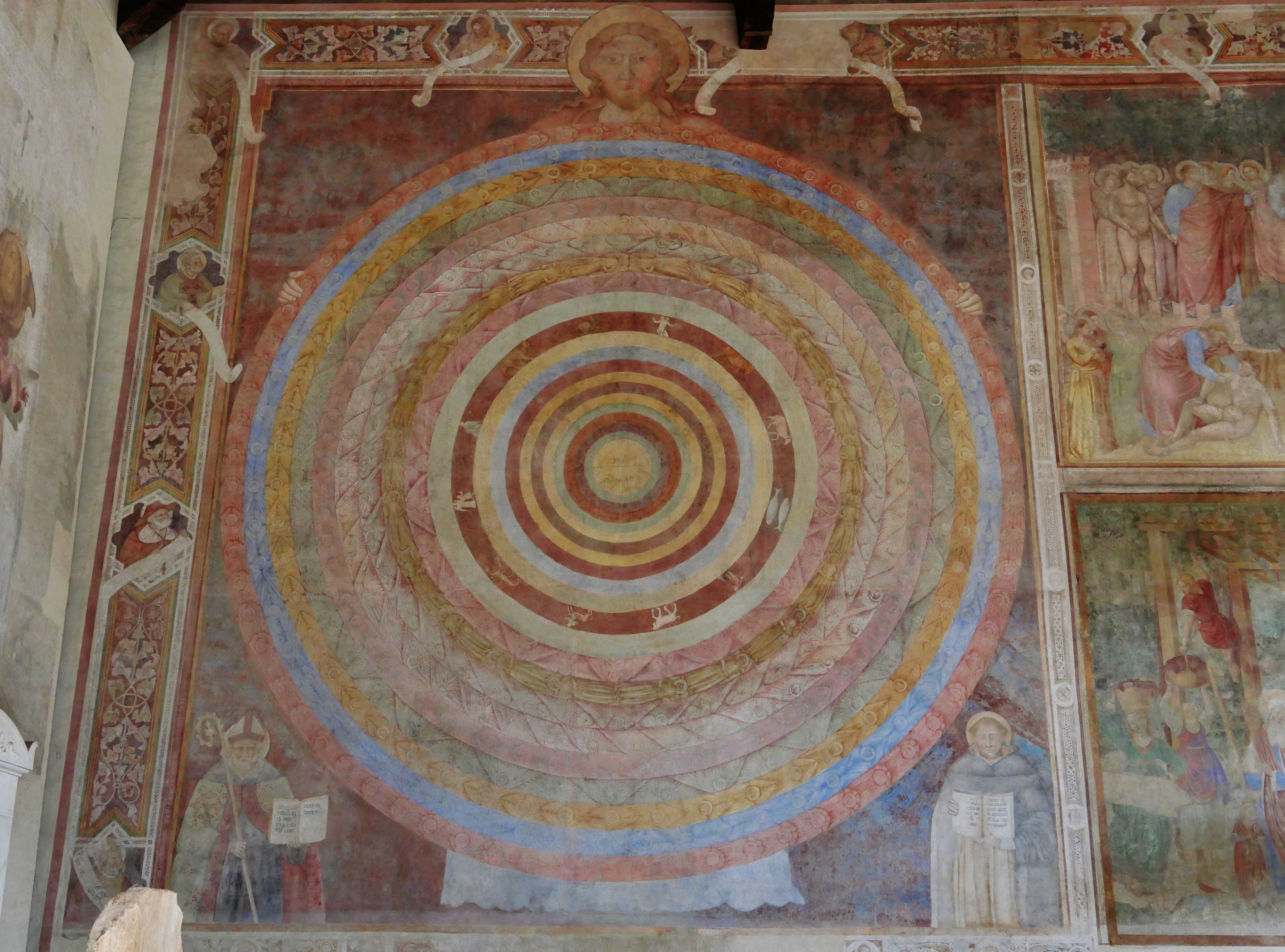
Cosmografia teologica di Piero di Puccio

Il Purgatorio è ritratto nelle due parti tradizionali (Antipurgatorio e Purgatorio); un'ultima figura infine ritrae il Paradiso con il disegno dei nove cieli e dell'empireo con il sistema tolemaico. 
- Più breve invece in testo della seconda epistola a Romolo, in cui Ser Piero si sofferma sulla cronologia del viaggio dantesco: di esso pone l'inizio nella notte tra il 24 e il 25 marzo del 1299-1300 (intendendo il calendario all'uso fiorentino):[110] Bonaccorsi trae un riferimento interno da una terzina dell'Inferno stesso;[111] prosegue poi scandendo le attività di Dante e il tempo di permanenza nei luoghi dell'aldilà ma ad un tratto si blocca perché non riesce a dirimere le relative incertezze, sorte dalla mancanza di riferimento al Sole.[19]

A concludere e sintetizzare il significato del suo stesso lavoro, Piero offre a fra' Romolo di rendere la lettura della "Commedia" un'ora di meditazione quotidiana. Al termine, una breve appendice si sofferma sulla cronologia del viaggio - il cui inizio è posto nella notte tra il 24 e il 25 marzo 1299-1300 stile fiorentino - sino al cielo di Venere: è una delle prime testimonianze sulla annosa questione della cronologia dell'escursione dantesca.

#### Il "Cammino" bonaccorsiano
Nel Prologo dell'opera, di seguito rispetto al testo proprio della lettera a fra' Romolo, ser Piero espone una sintesi del canto introduttivo della "Commedia", nel quale i frequenti riferimenti, insieme con citazioni letterali, testimoniano la precisa ed entusiastica conoscenza del testo dantesco da parte di Bonaccorsi. Egli prosegue schematicamente, descrivendo dapprima la struttura generale del regno oltremondano di cui tratta, indi i singoli gironi con le loro caratteristiche di peccato punito, pena e peccatori incontrati da Dante.

Come rilevano Pegoretti e Bassani, «le rubriche che il notaio appone ai canti nella propria copia del Paradiso all’interno del codice Laurenziano Pluteo XC sup. 131 coincid[o]no quasi letteralmente con la descrizione dei cieli proposta nel Cammino», non così è tuttavia per quelle delle cantiche trascritte da Piero in persona nel Guarneriano 200.
Conclusa l'esposizione delle tre cantiche, Bonaccorsi aggiunge una "Excusatione" nella quale si scusa di aver prodotto uno scritto modesto e frettoloso, la cui composizione, attesta, ha richiesto un tempo corrispondente alla durata dello stesso viaggio raccontato da Dante: ciononostante, tuttavia, Bassani, osservando le correzioni effettuate da Piero stesso in tre dei codici autografi che tramandano il "Cammino", nota che l'autore compie un'opera di correzione artefatta, su questo punto, e che tale coincidenza è solo, dunque, un artificio letterario e forzato, dacché i dati dei codici oscillano fra tre e sei giorni. Bonaccorsi si dimostra comunque capace di distinguere fra il tempo della storia e della narrazione da parte di Dante pellegrino e quello di composizione da parte di Dante autore, per la quale segue e cita esplicitamente la sua fonte, ossia la "Vita di Dante" di Leonardo Bruni,
della quale nel 1440 proprio ser Piero mette a punto una trascrizione con chiose.

#### Edizioni critiche del "Cammino"
La prima edizione del "Cammino" fu messa a punto da Gennaro Bruschi a fine XIX sec., il quale scelse, fra i manoscritti, un unico testimone autografo su cui basarsi, ossia il 1122 della biblioteca Riccardiana di Firenze: tuttavia di essa sono da rilevare, e lo fa Claudia Bassani le frequenti incoerenze nella resa grafica e i molti punti in cui Bruschi attua una sorta di compromesso, distaccandosi dal testo del Ricc. 1122 per ricavare invece dal codice Laurenziano Redi 3 lezioni di più agevole lettura, per quanto il codice non sia testimone autografo. Bruschi inoltre, nota ancora Bassani, non riprende l'appendice del testo né i titoli marginali autografi che contrassegnano i paragrafi.
A più di un secolo di distanza dall'edizione Bruschi, a metà del primo decennio degli anni Duemila, fu Massimo Seriacopi a pubblicare un'edizione del "Cammino", la seconda, e parziale, giacché si limita alla trascrizione di una porzione dell'opera, ripresa dal codice autografo Pluteo XC sup. 131 della Biblioteca Medicea Laurenziana. Peraltro, a Seriacopi si deve anche l’edizione della redazione bonaccorsiana della "Vita di Dante" di Leonardo Bruni, tramandata autografa, all’interno dello stesso manoscritto Laur. Plut. XC, sup. 131.
Claudia Bassani nel suo "Tra notariato e letteratura. L’edizione critica del 'Cammino di Dante' di ser Piero Bonaccorsi" nel 2021 offre un'edizione completa dell'opera fondata su tutti i testimoni noti e fornita anche di approfondimenti collaterali, tesi a inquadrare opera e autore nell'ambito degli studi danteschi nel Trecento e nel Quattrocento e in quelli successivi.

#### Altri studi
A metà del XX sec. venne scoperto nell’Archivio della Fondazione Caetani di Roma, in Miscellanea 1198/1222, un nuovo testimone autografo del "Cammino": il cosiddetto "codice Caetani" che, per di più, era già noto a Bruschi ma lo studioso non era riuscito a consultarlo, gli era risultato anzi «irreperibile»: in occasione della «dotta trouvaille» del "Caetani", Pecchiai presentava uno studio che descriveva il codice appena individuato, ne faceva una collazione con l’edizione di Bruschi e accludeva la trascrizione dell'inedita sezione dell'appendice. 
Appena precedente all'edizione Bassani è il saggio di Pegoretti la quale, nella doppia prospettiva della ricezione antica della "Commedia", da un lato quindi con le relative implicazioni esegetiche e culturali che traspaiono dal lavoro bonaccorsiano, e dall'altro ponendo la questione di una possibile restituzione del testo critico, osserva che l'opera sia stata rielaborata in quattro testimoni autografi, di cui uno parziale; dà rendiconto dell’intera tradizione manoscritta del testo e della composizione delle miscellanee in cui esso confluisce e inoltre si sofferma sull'apparato iconografico a corredo, munito di didascalie, e ne analizza i mutamenti specie nei testimoni autografi. Il "Cammino", secondo l'analisi di Pegoretti, è percorso da venature molteplici, a testimoniare la fecondità del primo Umanesimo fiorentino, attestabile proprio dagli studi intorno alla "Commedia" dantesca.

#### I manoscritti del "Cammino"
Il "Cammino di Dante" è tràdito da quattro testimoni autografi e da tre non autografi.

Dell'esistenza di un ulteriore manoscritto Bruschi attesta di venire a conoscenza da De Batines, e che si trovi nella Biblioteca del duca Caetani di Sermoneta a Roma, ma lo studioso non è riuscito a reperirlo e per quanto dunque se ne abbia notizia recente esso risulta perduto.

##### Manoscritti autografi e non autografi
Una ricognizione (per luogo di mantenimento e consultazione) di autografi bonaccorsiani, quasi tutti conservati in Firenze, è registrata da Antonio Ciociola:
- Archivio di Stato di Firenze, Notarile Antecosimiano, su archiviodistatofirenze.cultura.gov.it.: B 2517-2522;
- Biblioteca Medicea Laurenziana: 90 sup. 131;
- Biblioteca Nazionale Centrale di Firenze: Magliabechiano VII.1104, Nuovi Acquisti 3, Palatino 704;
- Biblioteca Riccardiana: Ricc. 1122, Ricc. 1402;
- Roma, Archivio Caetani, su archivissima.it.: Miscellanea 1198/1222;

cui si aggiunge un altro probabile autografo bonaccorsiano di ubicazione sconosciuta.
Nella sua sintesi, Bassani considera 
autografi: 
- manoscritto Magliabechiano VII 1104,
- manoscritto Archivio Caetani Miscellanea 1998/1222,
- manoscritto Laurenziano-Gaddiano Pluteo XC sup. 131 BML,
- manoscritto Riccardiano "Ricc.1122";

non autografi: 
- manoscritto Firenze, Biblioteca Medicea Laurenziana, Redi 3;
- manoscritto Firenze, Biblioteca Riccardiana "Ricc.1038";
- manoscritto Collezione privata Livio Ambrogio.

##### Un'escursione dei manoscritti
- Magliabechiano VII 1104 (autogr. PB)

Nella Biblioteca Nazionale Centrale di Firenze, ma proveniente dalla biblioteca della famiglia Strozzi, è il Magliabechiano VII 1104, in due sezioni: la prima reca appunto il "Cammino di Dante" di Bonaccorsi, seguito da una scelta di versi danteschi che risale al XVII sec. Vi sono presenti otto disegni autografi realizzati a penna, alcuni dei quali acquarellati, con schema generale dell'Inferno e alcune sue zone. 

Il "Cammino" è accompagnato dalla lettera dedicatoria a fra’ Romolo de’ Medici; quindi dall'esposizione, partìta, delle tre Cantiche. 

Infine, è presente la sottoscrizione dell’autore e copista: «Pierus ser Bonachursii notarius».
- Manoscritto Archivio Caetani, Miscellanea 1998/1222 (autogr. PB)

Il manoscritto con identificativo "Archivio Caetani, Miscellanea 1998/1222" è conservato a Roma, nel fondo Miscellanea dell'Archivio Caetani, biblioteca di famiglia in cui fu acquisito probabilmente alla fine del XVIII sec. 

 Il codice, membranaceo, è autografo di ser Piero, comprese le annotazioni marginali e i disegni, alcuni dei quali acquarellati, con schema dei tre regni, dell'Inferno, del Paradiso e di altri particolari.

Il manoscritto esordisce con il "Cammino di Dante" di Ser Piero e la lettera dedicatoria a frate Romolo, cui seguono un prologo, l'esposizione tripartita delle cantiche, una cronologia, un'appendice e infine la sottoscrizione dell’autore e copista, con il consueto «Pierus ser Bonachursii notarius».
- Manoscritto Riccardiano "Ricc.1122" (autogr. PB)

Il manoscritto Riccardiano "Ricc.1122", conservato nella Biblioteca Riccardiana di Firenze, è interamente autografo di Piero Bonaccorsi, che ne ha curato la divisione in fogli e lo ha vergato nella sua peculiare scrittura libraria: il codice reca, di mano bonaccorsiana, annotazioni marginali e disegni acquarellati, schemi dei tre regni e altri disegni; il testo del "Cammino" è accompagnato dalla lettera dedicatoria a fra’ Romolo de’ Medici, cui seguono il prologo e l'esposizione dei regni oltremondani, un'appendice, la cronologia e la consueta sottoscrizione «Pierus ser Bonachursii notarius» e altrove il familiare «Vester Pierus notarius».

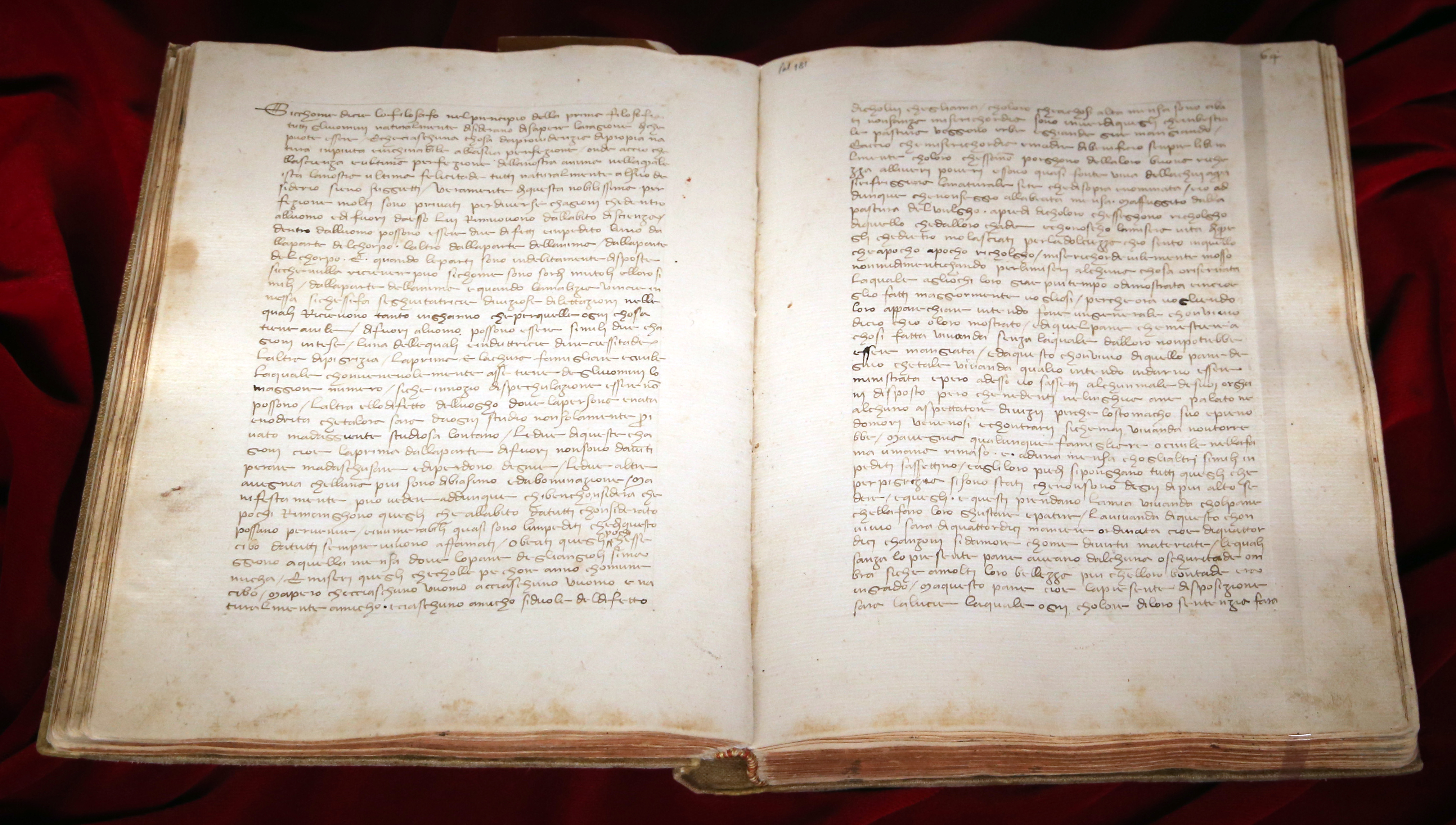
Un esempio di scrittura mercantesca: il Convivio di Dante nel Palatino 181 della Biblioteca nazionale centrale di Firenze (1450-1500)

- Manoscritto Firenze, Biblioteca Medicea Laurenziana, Redi 3

Il manoscritto designato come "Redi 3" è conservato nella Biblioteca Medicea Laurenziana di Firenze.
Codice membranaceo con guardie cartacee e a fascicoli legati, viene ritenuto databile tra il 1436, prendendo in considerazione questo come anno di composizione delle "Vite" bruniane e quella del "Cammino" anteriore al 1440, e il 1500.; la foliazione è cinquecentesca e la numerazione cinquecentesca nel margine superiore destro è scritta a penna.
Secondo Bassani, il corpo del testo è stilato da una mano in scrittura umanistica; all’altra, cinquecentesca, di Giovanni Berti, si devono una serie di interventi, tra cui l'integrazione del titolo nel primo foglio, alcune annotazioni marginali, la trascrizione del sonetto e l’aggiunta dei titoli alle opere anepigrafe.
Sono di mano del copista, e alcuni dei quali acquarellati, anche disegni e schemi dei tre regni, dell'inferno, del settimo cerchio e di Malebolge, delle zone del Cocito, e vari altri particolari.
Il manoscritto tramanda, oltre al "Cammino di Dante" e alla lettera dedicatoria a fra’ Romolo de’ Medici, un prologo, le esposizioni delle tre cantiche, il sonetto di Boccaccio "Dante se tu nell’amorosa sfera", le biografie di Dante e di Petrarca di Leonardo Bruni con le rispettive date di composizione: «Finita la vita di Dante Aldighieri et di messer Francescho Petrarcha facta per [ossia: da] Messer Leonardo l’anno MCCCCXXXVI del mese di maggio 1436»; inoltre reca l’indicazione dell’autore del "Cammino di Dante": «Pierus ser Bonaccursi notarius. Credo che questo sia ser Piero di ser Bonaccorso di Piero Bonaccorsi, che fu notaio de’ Signori l’anno 1441».
Il codice Redi nel secolo XVI era appunto appartenuto a Giovanni Berti, anzi, come si legge nel manoscritto: «Questo libro è di Giovanni Berti et degli amici suoi»; alla biblioteca di Francesco Redi il codice giunse però dopo esser appartenuto a Antonio Magliabechi, cui una nota autografa testimonia l'esser stato donato «dal sig. Bernardo Benvenuti». 
Alla Laurenziana pervenne invece nel settembre 1820 secondo le disposizioni testamentarie lasciate da Francesco Saverio Redi, pronipote di Francesco Redi.
- Manoscritto Firenze, Biblioteca Riccardiana 1038

Il manoscritto "Ricc. 1038", in custodia alla Biblioteca Riccardiana, è un codice cartaceo risalente alla seconda metà del sec. XV, sottoposto poi a foliazione nel XIX, ma presenta anche indicazioni in rosso provenienti da mano novecentesca e interventi di restauro del 2001.
La scrittura in 'mercantesca', propria del corpo del testo e le note in piccolo ai margini della trascrizione dell'Inferno, era stata attribuita da Bruschi ad autografia di Piero Bonaccorsi: non così la giudica Bassani. In scrittura umanistica, probabilmente di
altra mano  varie altre parti, tra cui i titoli, le didascalie delle immagini e le indicazioni delle sezioni del "Cammino di Dante". Nel manoscritto figurano anche due ritratti di Dante a carboncino quasi identici e vari disegni acquarellati attribuibili al copista.
Ricco e insieme usuale il contenuto del manoscritto: oltre al "Cammino di Dante" e alla lettera dedicatoria a fra’ Romolo, il codice tramanda i «Decti dove Dante tracta de’ mali pastori della Chiesa», un Prologo adespoto alla Commedia, "Dante, poeta sovrano", che era stato per lungo tempo attribuito a Petrarca, esposizioni delle tre cantiche, il prologo di Buti al "Purgatorio" e quello dell'Ottimo al "Paradiso", le tre cantiche della "Commedia", un capitolo sull'opera composto da Bosone da Gubbio e la "Divisione" di Jacopo Alighieri; contenuto rispecchiato dalla nota di intitolazione di mano di Antonio Maria Biscioni: «Commedia di Dante, con Prologo e chiose d’incerto a tutto il canto 33 dell’Inferno e con una lettera sopra il maraviglioso ordine di quest’opera, scritta pure da incerto a un religioso regolare. Capitolo di Jacopo figliuolo di Dante e capitolo di M.
Busone da Gobbio sopra la Divina Commedia». Biscioni citando «l'incerto» e «un religioso regolare» non difficilmente si riferiva a Bonaccorsi e fra' Romolo, di cui non indicava o ignorava i nomi.
- manoscritto da Collezione privata Livio Ambrogio

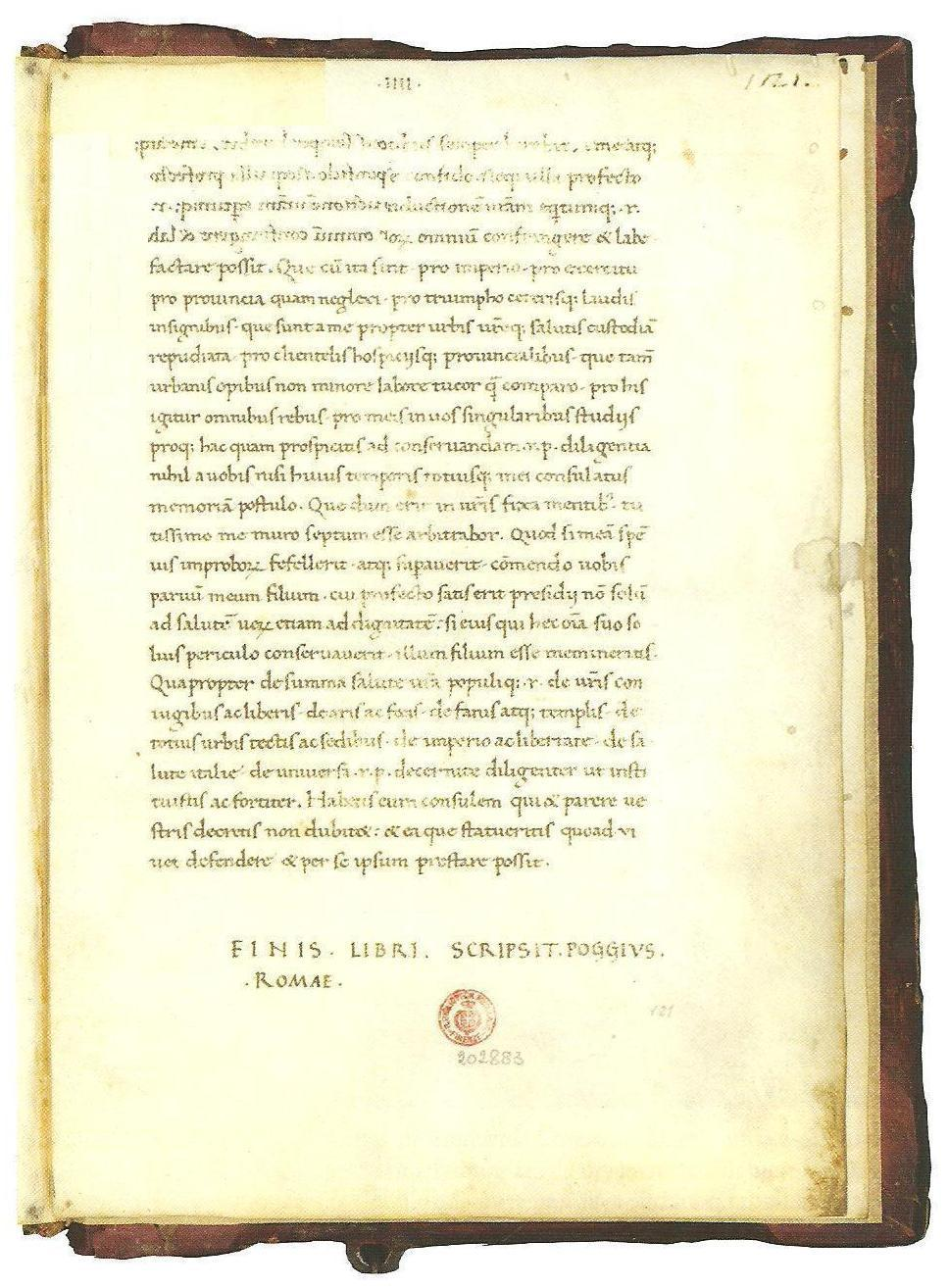
Un esempio di scrittura umanistica: la trascrizione di Cicerone da parte di Poggio Bracciolini (1425).

Tra i non autografi che tramandano il "Cammino" di Piero Bonaccorsi, Bassani enumera il «manoscritto senza segnatura» che ella avvisa di non aver potuto visionare direttamente, custodito nella collezione privata di Livio Ambrogio 
e che ritiene risalente a data successiva al 1456.
Promotrice dell'inserimento del manoscritto nella disamina lachmanniana dei testimoni del testo del "Cammino", ossia la recensio, è stata Pegoretti, per la peculiarità e l'alto valore della "lezione" da esso trasmessa rispetto agli altri.
Il testo procede per colonna singola con numero di righe e spaziature variabili, vergato in scrittura umanistica, una particolarità che accresce l'importanza del manoscritto, dacché il numero di codici della "Commedia" trascritti in scrittura umanistica tra il 1425 e il 1450 circa è limitato, e particolarmente di quelli in littera textualis, con mano e inchiostro identici in tutto il testo. 
Si tratta di un codice cartaceo, caratterizzato da fogliatura antica inchiostrata nell'angolo superiore destro, parzialmente rifilata, da iniziali filigranate a penna di sei righe all'inizio di ogni cantica; iniziali filigranate a penna di due, tre o quattro righe alternativamente in rosso o blu, con tracce di lettere guida. Nel testo della "Commedia" è evidenziata come capoverso la prima lettera maiuscola del primo verso di ogni terzina.
Il manoscritto, una sorta di «zibaldone» dal contenuto vario, presenta le trascrizioni di più opere: il "Sermo de iustitia" di Pandolfo Pandolfini, umanista e ambasciatore fiorentino (1424-1465), tenuto nell'ambito di una tradizionale cerimonia pubblica fiorentina, celebrata – come stabilito dagli Statuti del 1415 – in occasione dell'insediamento dei nuovi Priori della città, i quali si impegnavano, con dichiarazioni retoriche, a svolgere i propri compiti con imparzialità ed equità.; la "Vita" di Dante e quella di Petrarca, ad opera di Leonardo Bruni «e con chiose marginali in volgare corrispondenti a quelle apposte da Piero Bonaccorsi in L»; come nel Laurenziano-Gaddiano estratti del "Trattatello in laude di Dante" di Boccaccio; il Prologo adespoto alla "Commedia". La versione della Vita inclusa in questo manoscritto è particolarmente degna di nota dacché presenta glosse marginali volgari in inchiostro rosso, identiche nel contenuto a quelle esistenti in un manoscritto della "Vita di Dante" di Bruni copiato nel 1440 proprio da Ser Piero, ossia ancora il Laurenziano-Gaddiano Pluteo XC sup. 131.
Seguono la "Divisione" di Jacopo Alighieri e il Capitolo sulla "Commedia" di Bosone da Gubbio, il "Cammino di Dante" e la lettera dedicatoria a frate Romolo di Piero Bonaccorsi, la previa esposizione della cantica e poi l'"Inferno" di Dante, con le iniziali dei canti in rosso mentre in blu e in rosso sono quelle dei paragrafi del "Cammino di Dante"; le iniziali di cantica rubricate e decorate; inoltre, le esposizioni di Purgatorio e Paradiso, una Cronologia, il testo dantesco del "Purgatorio" per intero e del "Paradiso" fino a XVII, 192.
Quando il testo del canto si interrompe, una nota del copista anonimo informa, alla fine dell'esposizione dell'Inferno del "Cammino di Dante", che l'opera prosegue il percorso nel purgatorio e nel paradiso, ma che il codice da cui egli trascrive non contiene il testo completo: «Seguita questo tractato [...] Camino nel purgatorio et poi nel paradiso. Et se tu lettore disideri vederlo in perfectione, cercalo altrove che qui non lo seguito perché questo volume non contiene più che lo Inferno, come vedi pel testo». La lacuna che inizia da metà verso dell'ultimo foglio potrebbe così dimostrare che era l'antigrafo usato dall'anonimo ad essere mutilo dei canti. A quel punto l'anonimo da copista diviene compilatore, e porta a termine il progetto di scrittura mediante fonti differenti.
Il compilatore integra il codice con testi encomiastici ed esegetici precedenti secondo quello che per il XV secolo risultava essere un progetto editoriale e di lettura e circolazione del testo alternativo, in un tentativo di creare, in una sorta di "quaderno personale", accanto alla "Commedia", un "manuale" ad essa introduttivo, mediante le prime opere trecentesche relative a Dante. 
Non a caso la miscellanea si apre con il sermo o protestatio de iustitia di Pandolfo de' Pandolfini, un genere oratorio che trovò applicazione e consuete repliche nelle esercitazioni scritte dagli studenti fiorentini, secondo una consueta prassi pedagogica e quindi anch'esso dal tenore propedeutico.
L'anonimo compilatore riprende anche nel proemio i commenti derivati dall'attenta lettura, da parte di Bruni, del "Trattatello in laude di Dante" di Boccaccio, copiando un estratto dalla prima redazione di esso, di per sé datata tra 1351 and 1355.
Le cantiche della "Commedia" sono introdotte dal Prologo noto come "Dante, poeta sovrano", un sommario delle Expositiones e glosse sulla "Commedia" di Dante a opera del monaco carmelitano Guido da Pisa riportato soltanto da sette manoscritti e che ha avuto una prima pubblicazione nell'edizione milanese della "Commedia" compiuta da Martino Paolo Nibia. Al prologo seguono i ben noti capitoli sulla prima cantica di Jacopo Alighieri e di Bosone da Gubbio, entrambi tramandati da molti codici della "Commedia" del XV secolo e stampati per la prima volta nell'edizione veneziana del 1477, la cosiddetta "Vindelina".
Come testimonia l’ex libris «Di Girolamo Fioravantj» all’interno del piatto anteriore, il codice è appartenuto al teologo e predicatore gesuita Girolamo Fioravanti (1555-1603); quindi tra i secoli XVIII e XIX all’erudito e dantista veronese Giovanni Jacopo Dionisi (1724-1808). Questi poteva disporre di una vasta e preziosa collezione dantesca, che includeva anche una copia dell'edizione mantovana della "Commedia" del 1472, e in prima persona curò l'edizione della "Commedia" pubblicata nel 1795 da Bodoni. In particolare, quanto al presente manoscritto, fu autore della descrizione di esso, di altre annotazioni su fogli staccati e di una preziosa nota su una striscia: «Questo codice va d'accordo con quello della Laurenz. Pl.lxxxx. sup. Cod.cxxxi.», ossia il già nominato "Laurenziano-Gaddiano". Il codice passò in seguito al marchese Giovanni Francesco Dionisi, figlio del marchese Gabriele.

### "Quadragesimale"
L'operetta, come altre del tempo ascrivibile al filone di imitazione dantesca, è riconducibile al genere della «visione allegorico-didascalica»: tratta di un viaggio ultraterreno scandito in quindici giornate il cui inizio l'autore-narratore pone al 14 febbraio 1463 (1464 in datazione fiorentina), primo giorno di Quaresima, donde il titolo stesso. Peraltro circa allo stesso anno è da collocarsi la data di composizione.
Fulgentia (Fulgenzia, nome dall'autore attribuito alla Grazia illuminante), difatti, appare al viaggiatore e lo guida dapprima al Parnaso, per incontrare Sophia stessa, la Sapienza, e i saggi dell'antichità e dimostrargli la vanità della scienza non supportata dalla fede, dacché sulla bocca dell'uomo l'autore può inserire una delle tante reminiscenze dantesche nell'opera, il verso del Sommo poeta: «Or superbite, e via col viso altero» [...], quindi in Paradiso per spiegargli l'essenza di Cristo e mostrargli la Trinità.
Come anche il "Tractato di Sustantie", il "Quadragesimale" è composto in uno stile che lo stesso autore definisce «prosa versificha», una prosa ricca di assonanze, scritta poeticamente e frammista di versi, con frequenti citazioni e riferimenti ad autori classici e patristici, specialmente nelle note in margine, ma arricchita da un intreccio di rimandi interni ad autori contemporanei e a Dante. 

A Toussaint si deve l'aver enucleato all’interno del "Quadragesimale" una rilevante citazione del "Di Dio et anima" di Marsilio Ficino, autore alla cui lettura Ser Piero si era dedicato tra il 1458 e il 1463.

Le citazioni scritturali e patristiche risultano tuttavia grevi e prolisse e aggravano la pesantezza di una lingua senza finezza artistica.
Particolarmente importanti, secondo Bassani, la presenza di una lunga citazione del "Purgatorio", che ser Piero ha trascritto in margine nell'opera, a riprendere integralmente la spiegazione, da parte di Stazio a Dante, sul rapporto tra anima e corpo e se l'anima possa soffrire pene corporali: per la studiosa essa chiarisce la fonte primaria del discorso tenuto da Fulgenzia sullo stesso tema poiché Bonaccorsi così esplicitamente la introduce: «Nota del’anima e come può sostener passione, cap° XXV, Purgatorii Dantis»; inoltre, che ser Piero abbia impreziosito il manoscritto di un «fitto apparato [...] autografo», sia iconografico, sia di citazioni di versi della Commedia a spiegazione delle illustrazioni, che richiama fortemente i disegni dell'appendice illustrata del "Cammino di Dante".
Il "Quadragesimale" è tramandato in autografo bonaccorsiano dal Riccardiano 1402.

Una peculiarità del manoscritto sono le illustrazioni, non di mano del Bonaccorsi ma da lui incollate ai margini di alcuni fogli, come dedusse dal segno dell'attaccatura Ciociola, che le riconobbe inoltre come afferenti ad una serie di incisioni dei Trionfi di Petrarca.

### "Tractato"
Di composizione pressoché contemporanea rispetto al "Quadragesimale", secondo Ciociola, è il "Tractato di Sustantie e di certe gentilezze e di altre verità della Natura secrete e manifeste in diversi corpi".
L'operetta, di carattere naturalistico e dall'autore corredata da disegni e infine di un ricettario, è in forma di visione.
Tràdito dal manoscritto autografo bonaccorsiano "Palatino 704" della Biblioteca Nazionale Centrale di Firenze, il Trattato è dedicato a «ser Antonio prete e rectore della chiesa di sancto Donato al Cischio di Mugello» - prete e rettore della chiesa di S. Donato al Cischio di Mugello - uno dei conoscenti con cui ser Piero aveva avuto rapporti di sostentamento finanziario, tra debiti e crediti.
Con ser Antonio, Bonaccorsi nella lettera dedicatoria non esita a scusarsi per lo stile poco limato e non curato, adoperando la metafora del vino cui era ricorso altresì nel suo prologo al "Quadragesimale", insieme con un altro refrain personale, fortemente espressivo della sua orgogliosa dedizione agli studi danteschi, ovvero una citazione dal Poeta, insieme con una diretta menzione del proprio "Cammino di Dante".
La scrittura di Bonaccorsi nel "Tractato" procede secondo un intreccio di reminiscenze dantesche, citazioni e rimandi, non sempre letterali: una tecnica che Ciociola definisce «a scorcio e incastro», tale che, insieme con passi della "Sfera" di Gregorio, o Goro, di Stagio Dati, Ser Piero riprenda sia riferimenti a Dante, sia altri, come quelli tratti dall'Acerba di Cecco d'Ascoli in polemica con questi; Toussaint ha invece riconosciuto, a riguardo di talune teorie idriche sulla presenza sotterranea di acque a temperatura contrastante, un riferimento al «Brunellescho», ossia Filippo Brunelleschi.
È una volta ancora da osservare, rileva Bassani, come Piero anche in questo caso abbia inserito ai margini del testo sia citazioni da «Aristotele, Lattanzio, Plinio, Seneca e Petrarca», sia due riferimenti danteschi, quanto alla fenice l'uno, l'altro alla nascita dei venti, dove la citazione bonaccorsiana di «Dante cap° 4 di Paradiso», errata, è secondo Ciociola e Bassani ripresa a memoria.